# Ben Tennyson
Benjamin Kirby "Ben" Tennyson, almindeligvis kendt som Ben 10, er en fiktiv superhelt og hovedpersonen i Cartoon Network's Ben 10-franchise, skabt af Man of Action.
Ben startede som en almindelig 10-årig dreng, indtil han finder Omnitrixen i sin sommerferie; en urlignenderumvæsenenhed, som i første omgang tillod ham at forvandle sig til 10 forskellige rumvæsner, men han låser flere op, efterhånden som franchisen skrider frem. Med hjælp fra sin kusine Gwen Tennyson og bedstefar Max Tennyson bekæmper Ben forbrydere, men bliver hurtigt også draget ind i at kæmpe mod superskurke. På et tidspunkt, af ukendte årsager, fjerner Ben Omnitrix og trækker sig kortvarigt tilbage fra at være en helt i fire år. I Alien Force vender Ben tilbage til aktiv tjeneste efter Max forsvinder, og sammen med Gwen og sin tidligere fjende og rival Kevin Levin.